# ハーフナー・マイク
ハーフナー・マイク（蘭: Mike Havenaar、1987年5月20日 - ）は、広島県広島市出身の元サッカー選手。現役時代のポジションはフォワード（センターフォワード）。元日本代表。

## 来歴

### プロ入り前
オランダ出身の父ディド・ハーフナーが、マツダSC（現：サンフレッチェ広島）でコーチ兼任選手としてプレーしている時期にハーフナー家2男1女の第二子として広島で出生。少年期は父の自主練習相手としてボールを蹴る。
コンサドーレ札幌U-15では西大伍とホットラインを形成し多くのゴールを奪った。中学生時に既に同学年で一番の高身長であったが、そこから短期間でさらに身長が伸びたためランニングフォームが成長に追い付かず苦しんだ。父の移籍に伴って横浜F・マリノスユースに移り、2006年にトップチームに昇格。同年にはU-18日本代表に招集され背番号9番のエースストライカーを任された。

### Jリーグ時代
マリノスではレギュラーポジションを獲得することができず、U-20日本代表でも2007年のU-20ワールドカップでは森島康仁の控えに甘んじた。
2008年はアビスパ福岡に期限付き移籍。ピエール・リトバルスキー監督の下で大久保哲哉と共に攻撃の中心としてフォワード、サイドミッドフィールダーで出場し、26試合で7得点を挙げた。翌2009年にマリノスへ復帰したが、新加入の渡邉千真の活躍もあり5月にサガン鳥栖へレンタル移籍し、同じくマリノスからレンタル移籍した山瀬幸宏と共に2トップを組んでゴールを量産し、シーズン15得点を挙げチームに貢献した。
2009年シーズン終了後に複数のJ1、J2クラブから勧誘を受けた中でヴァンフォーレ甲府へ完全移籍。20得点を挙げてJ2得点王に輝き、エースストライカーとして甲府のJ1昇格に貢献した。
2011年シーズンも甲府に残留。チームは1年でJ2降格となったが、リーグ戦では得点王となったジョシュア・ケネディの19得点に次ぐ日本人トップの17得点を挙げJリーグベストイレブンに選出された。クラブでの活躍を受けて、2011年8月に行われた日本代表合宿に初招集され、9月2日のワールドカップアジア3次予選の北朝鮮戦（埼玉）でA代表初出場。10月11日のタジキスタン戦（長居）では代表初ゴールを含む2得点を挙げ、チームの勝利に貢献した。

### フィテッセ・アーネム時代
2011年12月21日に、オランダ1部・エールディヴィジのフィテッセに2年半契約で完全移籍した。2012年1月27日のPSV戦でエールディヴィジでの初ゴールを挙げた。2012-13シーズンは、開幕から好調を維持し、エールディヴィジ所属の日本人選手では過去最多となる11得点を挙げる活躍を見せた。2013-14シーズンも2季連続で二桁得点を記録した。

### コルドバFC時代
2014年7月22日、スペイン1部・リーガ・エスパニョーラのコルドバCFへ2年契約で完全移籍。2014年8月25日、リーグ戦開幕戦のレアル・マドリード戦に1トップで先発し、スペインデビューを飾った。10月に行われた日本代表のジャマイカ戦、ブラジル戦で代表復帰を果たした。リーガでは5試合に出場（うち4試合は先発）するも0ゴールに終わり、ミロスラヴ・ジュキッチが監督に就任した後は完全に構想外となり、12月30日にクラブから契約解消が発表された。

### HJKヘルシンキ時代
2015年3月2日、フィンランド1部・ヴェイッカウスリーガのHJKヘルシンキに加入。
3月6日に行われたフィンランド・リーグカップのFCラハティ戦で移籍後公式戦初出場を果たし、田中亜土夢のアシストから公式戦初得点を記録した。

### ADOデン・ハーグ時代
2015年8月11日、父ディドの古巣でもある、オランダ1部・エールディヴィジのADOデン・ハーグに3年契約で完全移籍した。
2016年3月17日、2018 FIFAワールドカップ・アジア予選のメンバーに約1年5カ月ぶりに代表選出された。5月8日、リーグ戦の最終節でシーズン16点目をあげた。
2016-17シーズン、開幕戦のゴー・アヘッド・イーグルス戦では2得点をあげる活躍を見せた。
2017年4月15日、PSVアイントホーフェン戦では自身オランダ通算50得点目となる4試合連続の得点を決め、降格圏内から脱出を果たした。

### Jリーグ時代（第2期）
2017年7月3日にJリーグ・ヴィッセル神戸へ完全移籍で加入することが発表された。元ドイツ代表のルーカス・ポドルスキと同時期の入団となり、元ドイツ代表と元日本代表の加入という事もあり期待されたが、移籍直後はなかなか出場機会に恵まれなかった。しかし、10月25日に行われた天皇杯準々決勝・鹿島アントラーズ戦で移籍後初ゴールを決めると、古巣との対決となった10月29日の第31節・ヴァンフォーレ甲府戦では、移籍後リーグ戦初得点を含む2得点を決める活躍を見せた。
2018年7月9日にベガルタ仙台への期限付き移籍が発表された。8月15日、J1第22節・湘南ベルマーレ戦で、仙台加入後初得点を挙げる。

### バンコク・ユナイテッド時代
12月16日、ベガルタ仙台への期限付き移籍期間が満了し、その後タイ・リーグ1のバンコク・ユナイテッドへ期限付き移籍することが発表された。

### Jリーグ時代（第3期）
2020年3月、古巣ヴァンフォーレ甲府への加入が発表された。古傷の回復が思わしくなく出場機会は低迷。シーズン終了後、契約満了による退団が発表された。

### FC.Bombonera
2021年1月26日、東海社会人サッカーリーグ2部のFC.Bomboneraへの加入が発表された。2023年1月5日、現役引退を発表した。
2023年デレソン岐阜のクラブアンバサダーに就任した

## 私生活
父ディドは名古屋グランパスエイトやジュビロ磐田で活躍した元Jリーガーである。ハーフナー親子はジーコとジュニオールに次いで史上2組目、日本人としては史上初の親子Jリーガーである。ハーフナー家2男1女の長男で、弟ニッキは2016年以降ヨーロッパのクラブに所属。1993年に一家で日本国籍を取得した。FIFAのインタビューに対し、父とはサッカーについてよく話すが、自身のキャリアや移籍などの決断について父から特別な影響を受けたことはないと語っている。
子供の頃は家庭ではオランダ語、インターナショナルスクールでは英語、日常生活とサッカーでは日本語を使用したためトリリンガルとなった。日本語が母語で、頭で考える時は日本語を使う。
2011年5月16日に一般女性と結婚し、8月5日に第一子となる長女が誕生した。後述の通り後に離婚している。
2019年11月22日、「いい夫婦の日 結婚しました」と自身のTwitterで再婚を発表した。

## 所属クラブ
ユース経歴
- 2000年 - 2002年  コンサドーレ札幌U-15
- 2003年 - 2005年  横浜F・マリノスユース

プロ経歴
- 2006年 - 2009年  横浜F・マリノス
  - 2008年  アビスパ福岡 (期限付き移籍）
  - 2009年  サガン鳥栖（期限付き移籍）
- 2010年 - 2011年  ヴァンフォーレ甲府
- 2012年 - 2014年  フィテッセ
- 2014年  コルドバCF
- 2015年 - 同年8月  HJKヘルシンキ
- 2015年8月 - 2017年6月  ADOデン・ハーグ
- 2017年7月 -2019年  ヴィッセル神戸
  - 2018年7月 - 同年12月  ベガルタ仙台（期限付き移籍）
  - 2019年  バンコク・ユナイテッドFC（期限付き移籍）
- 2020年3月 -　同年12月  ヴァンフォーレ甲府
- 2021年 - 2022年  FC.Bombonera

## 個人成績
| 国内大会個人成績 | 国内大会個人成績 | 国内大会個人成績 | 国内大会個人成績     | 国内大会個人成績 | 国内大会個人成績 | 国内大会個人成績 | 国内大会個人成績 | 国内大会個人成績 | 国内大会個人成績 | 国内大会個人成績 | 国内大会個人成績 |
| 年度             | クラブ           | 背番号           | リーグ               | リーグ戦         | リーグ戦         | リーグ杯         | リーグ杯         | オープン杯       | オープン杯       | 期間通算         | 期間通算         |
| 年度             | クラブ           | 背番号           | リーグ               | 出場             | 得点             | 出場             | 得点             | 出場             | 得点             | 出場             | 得点             |
| 日本             | 日本             | 日本             | 日本                 | リーグ戦         | リーグ戦         | リーグ杯         | リーグ杯         | 天皇杯           | 天皇杯           | 期間通算         | 期間通算         |
| ---------------- | ---------------- | ---------------- | -------------------- | ---------------- | ---------------- | ---------------- | ---------------- | ---------------- | ---------------- | ---------------- | ---------------- |
| 2006             | 横浜FM           | 20               | J1                   | 9                | 0                | 6                | 0                | 0                | 0                | 15               | 0                |
| 2007             | 横浜FM           | 20               | J1                   | 15               | 0                | 4                | 1                | 0                | 0                | 19               | 1                |
| 2008             | 福岡             | 20               | J2                   | 26               | 7                | -                | -                | 0                | 0                | 26               | 7                |
| 2009             | 横浜FM           | 39               | J1                   | 2                | 0                | 0                | 0                | -                | -                | 2                | 0                |
| 2009             | 鳥栖             | 35               | J2                   | 33               | 15               | -                | -                | 2                | 2                | 35               | 17               |
| 2010             | 甲府             | 14               | J2                   | 31               | 20               | -                | -                | 1                | 0                | 32               | 20               |
| 2011             | 甲府             | 14               | J1                   | 32               | 17               | 2                | 1                | 0                | 0                | 34               | 18               |
| オランダ         | オランダ         | オランダ         | オランダ             | リーグ戦         | リーグ戦         | リーグ杯         | リーグ杯         | KNVBカップ       | KNVBカップ       | 期間通算         | 期間通算         |
| 2011-12          | フィテッセ       | 14               | エールディヴィジ     | 15               | 5                | -                | -                | 1                | 0                | 16               | 5                |
| 2012-13          | フィテッセ       | 14               | エールディヴィジ     | 32               | 11               | -                | -                | 3                | 1                | 35               | 12               |
| 2013-14          | フィテッセ       | 14               | エールディヴィジ     | 32               | 10               | -                | -                | 2                | 0                | 34               | 10               |
| スペイン         | スペイン         | スペイン         | スペイン             | リーグ戦         | リーグ戦         | 国王杯           | 国王杯           | オープン杯       | オープン杯       | 期間通算         | 期間通算         |
| 2014-15          | コルドバ         | 24               | プリメーラ           | 5                | 0                | 0                | 0                | -                | -                | 5                | 0                |
| フィンランド     | フィンランド     | フィンランド     | フィンランド         | リーグ戦         | リーグ戦         | リーグ杯         | リーグ杯         | オープン杯       | オープン杯       | 期間通算         | 期間通算         |
| 2015             | HJK              | 14               | ヴェイッカウスリーガ | 20               | 4                | 2                | 2                | 1                | 1                | 23               | 7                |
| オランダ         | オランダ         | オランダ         | オランダ             | リーグ戦         | リーグ戦         | リーグ杯         | リーグ杯         | KNVBカップ       | KNVBカップ       | 期間通算         | 期間通算         |
| 2015-16          | ADO              | 9                | エールディヴィジ     | 31               | 16               | -                | -                | 1                | 1                | 32               | 17               |
| 2016-17          | ADO              | 9                | エールディヴィジ     | 27               | 9                | -                | -                | 2                | 1                | 29               | 10               |
| 日本             | 日本             | 日本             | 日本                 | リーグ戦         | リーグ戦         | リーグ杯         | リーグ杯         | 天皇杯           | 天皇杯           | 期間通算         | 期間通算         |
| 2017             | 神戸             | 9                | J1                   | 9                | 2                | 2                | 0                | 2                | 1                | 13               | 5                |
| 2018             | 神戸             | 9                | J1                   | 4                | 1                | 5                | 1                | 0                | 0                | 9                | 2                |
| 2018             | 仙台             | 41               | J1                   | 6                | 1                | -                | -                | 2                | 0                | 8                | 1                |
| タイ             | タイ             | タイ             | タイ                 | リーグ戦         | リーグ戦         | リーグ杯         | リーグ杯         | FA杯             | FA杯             | 期間通算         | 期間通算         |
| 2019             | バンコクU        | 9                | タイ・リーグ1        | 7                | 3                | 1                | 1                | 0                | 0                | 8                | 4                |
| 日本             | 日本             | 日本             | 日本                 | リーグ戦         | リーグ戦         | リーグ杯         | リーグ杯         | 天皇杯           | 天皇杯           | 期間通算         | 期間通算         |
| 2020             | 甲府             | 44               | J2                   | 14               | 0                | -                | -                | -                | -                | 14               | 0                |
| 2021             | FC.Bombonera     | 9                | 東海2部              | [ 31 ]           |                  | -                | -                | -                | -                |                  |                  |
| 2022             | FC.Bombonera     | 9                | 東海2部              | 15               | 6                | -                | -                | -                | -                | 15               | 6                |
| 通算             | 日本             | 日本             | J1                   | 77               | 21               | 19               | 3                | 4                | 1                | 100              | 25               |
| 通算             | 日本             | 日本             | J2                   | 104              | 42               | -                | -                | 3                | 2                | 107              | 44               |
| 通算             | 日本             | 日本             | 東海2部              | 15               | 6                | -                | -                | -                | -                | 15               | 6                |
| 通算             | オランダ         | オランダ         | エールディヴィジ     | 137              | 51               | -                | -                | 9                | 3                | 146              | 54               |
| 通算             | スペイン         | スペイン         | プリメーラ           | 5                | 0                | 0                | 0                | -                | -                | 5                | 0                |
| 通算             | フィンランド     | フィンランド     | ヴェイッカウスリーガ | 20               | 4                | 2                | 2                | 1                | 1                | 23               | 7                |
| 通算             | タイ             | タイ             | タイ・リーグ1        | 7                | 3                | 1                | 1                | 0                | 0                | 8                | 4                |
| 総通算           | 総通算           | 総通算           | 総通算               | 365              | 127              | 22               | 6                | 17               | 7                | 404              | 140              |

その他公式戦
- 2012年
  - エールディヴィジ プレーオフ 2試合0得点
- 2014年
  - エールディヴィジ プレーオフ 2試合0得点

その他の国際公式戦
- 2012年
  - UEFAヨーロッパリーグ 2012-13 予選 3試合0得点
- 2013年
  - UEFAヨーロッパリーグ 2013-14 予選 1試合0得点
- 2015年
  - UEFAチャンピオンズリーグ 2015-16 予選 4試合1得点

## 記録
- Jリーグ初出場 - 2006年4月15日 J1 第8節 ガンバ大阪戦 (日産スタジアム)
- 公式戦初得点 - 2007年5月9日 ナビスコカップ予選リーグ グループB 第5戦 柏レイソル戦（ニッパツ三ツ沢球技場）
- Jリーグ初得点 - 2008年6月29日 J2 第23節 愛媛FC戦 (ニンジニアスタジアム)
- A代表初出場 - 2011年9月2日 2014W杯アジア3次予選 北朝鮮戦 (埼玉スタジアム2002)[1]
- A代表初得点 - 2011年10月11日 2014W杯アジア3次予選 タジキスタン戦 (長居スタジアム)[1]
- エールディヴィジ初出場 - 2012年1月22日 第18節 NECナイメヘン戦 (ヘルレドーム)
- エールディヴィジ初得点 - 2012年1月27日 第19節 PSVアイントホーフェン戦 (フィリップス・スタディオン)
- リーガ・エスパニョーラ初出場 - 2014年8月25日 第1節 レアル・マドリード戦 (エスタディオ・サンティアゴ・ベルナベウ)

## タイトル

### 個人タイトル
- J2リーグ得点王：1回 (2010年)
- Jリーグベストイレブン：1回 (2011年)

## 代表歴

### 出場大会
- U-20日本代表
  - 2006年 AFCユース選手権2006（準優勝）
  - 2007年 トゥーロン国際大会
  - 2007年 2007 FIFA U-20ワールドカップ
- 日本代表
  - 2013年 FIFAコンフェデレーションズカップ2013

### 試合数
- 国際Aマッチ 18試合 4得点 (2011年 - 2016年)[1]

| 日本代表 | 国際Aマッチ | 国際Aマッチ |
| 年       | 出場        | 得点        |
| -------- | ----------- | ----------- |
| 2011     | 5           | 2           |
| 2012     | 4           | 1           |
| 2013     | 8           | 1           |
| 2016     | 1           | 0           |
| 通算     | 18          | 4           |

### 出場
| No. | 開催日         | 開催都市     | スタジアム                               | 対戦国                 | 結果 | 監督           | 大会                                                           |
| --- | -------------- | ------------ | ---------------------------------------- | ---------------------- | ---- | -------------- | -------------------------------------------------------------- |
| 1.  | 2011年9月2日   | さいたま市   | 埼玉スタジアム2002                       | 朝鮮民主主義人民共和国 | ○1-0 | ザッケローニ   | 2014 FIFAワールドカップ・アジア3次予選                         |
| 2.  | 2011年9月6日   | タシュケント | パフタコール・マルカジイ・スタジアム     | ウズベキスタン         | △1-1 | ザッケローニ   | 2014 FIFAワールドカップ・アジア3次予選                         |
| 3.  | 2011年10月11日 | 大阪市       | 長居陸上競技場                           | タジキスタン           | ○8-0 | ザッケローニ   | 2014 FIFAワールドカップ・アジア3次予選                         |
| 4.  | 2011年11月11日 | ドゥシャンベ | パミール・スタジアム                     | タジキスタン           | ○4-0 | ザッケローニ   | 2014 FIFAワールドカップ・アジア3次予選                         |
| 5.  | 2011年11月15日 | 平壌         | 金日成競技場                             | 朝鮮民主主義人民共和国 | ●0-1 | ザッケローニ   | 2014 FIFAワールドカップ・アジア3次予選                         |
| 6.  | 2012年2月29日  | 豊田市       | 豊田スタジアム                           | ウズベキスタン         | ●0-1 | ザッケローニ   | 2014 FIFAワールドカップ・アジア3次予選                         |
| 7.  | 2012年9月6日   | 新潟市       | 新潟スタジアム                           | アラブ首長国連邦       | ○1-0 | ザッケローニ   | キリンチャレンジカップ2012                                     |
| 8.  | 2012年9月11日  | さいたま市   | 埼玉スタジアム2002                       | イラク                 | ○1-0 | ザッケローニ   | 2014 FIFAワールドカップ・アジア最終予選                        |
| 9.  | 2012年10月12日 | サン＝ドニ   | スタッド・ド・フランス                   | フランス               | ○1-0 | ザッケローニ   | 国際親善試合                                                   |
| 10. | 2013年3月22日  | アル・アイン | シェイク・ハリーファ国際スタジアム       | カナダ                 | ○2-1 | ザッケローニ   | 国際親善試合                                                   |
| 11. | 2013年3月26日  | ブライダ     | キング・アブドゥッラー・スポーツシティ   | ヨルダン               | ●1-2 | ザッケローニ   | 2014 FIFAワールドカップ・アジア最終予選                        |
| 12. | 2013年5月30日  | 豊田市       | 豊田スタジアム                           | ブルガリア             | ●0-2 | ザッケローニ   | キリンチャレンジカップ2013                                     |
| 13. | 2013年6月4日   | さいたま市   | 埼玉スタジアム2002                       | オーストラリア         | △1-1 | ザッケローニ   | 2014 FIFAワールドカップ・アジア最終予選                        |
| 14. | 2013年6月11日  | ドーハ       | グランド・ハマド・スタジアム             | イラク                 | ○1-0 | ザッケローニ   | 2014 FIFAワールドカップ・アジア最終予選                        |
| 15. | 2013年6月19日  | レシフェ     | アレナ・ペルナンブーコ                   | イタリア               | ●3-4 | ザッケローニ   | FIFAコンフェデレーションズカップ2013                           |
| 16. | 2013年10月11日 | ノヴィ・サド | スタディオン・カラジョルジェ             | セルビア               | ●0-2 | ザッケローニ   | 国際親善試合                                                   |
| 17. | 2013年10月15日 | ジョジナ     | エドゥアルド・ストレリツォフ・スタジアム | ベラルーシ             | ●0-1 | ザッケローニ   | 国際親善試合                                                   |
| 18. | 2016年3月24日  | さいたま市   | 埼玉スタジアム2002                       | アフガニスタン         | ○5-0 | ハリルホジッチ | 2018 FIFAワールドカップ・アジア2次予選兼AFCアジアカップUAE予選 |

### ゴール
| #  | 開催年月日     | 開催地           | 対戦国           | 勝敗 | 試合概要                               |
| -- | -------------- | ---------------- | ---------------- | ---- | -------------------------------------- |
| 1. | 2011年10月11日 | 日本、大阪       | タジキスタン     | ○8-0 | 2014 FIFAワールドカップ・アジア3次予選 |
| 2. | 2011年10月11日 | 日本、大阪       | タジキスタン     | ○8-0 | 2014 FIFAワールドカップ・アジア3次予選 |
| 3. | 2012年9月6日   | 日本、新潟       | アラブ首長国連邦 | ○1-0 | キリンチャレンジカップ2012             |
| 4. | 2013年3月23日  | カタール、ドーハ | カナダ           | ○2-1 | 親善試合                               |